# 오와다 다케키

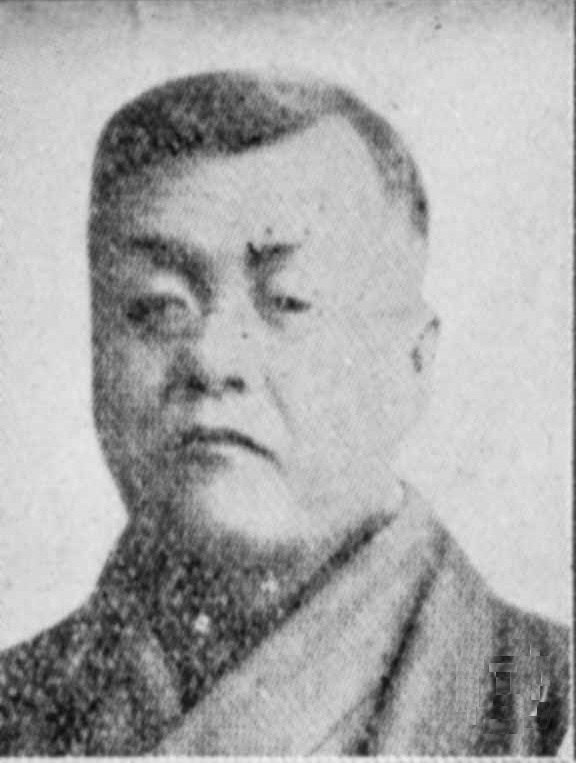

오와다 다케키(일본어: 大和田建樹, 1857년 5월 22일 ~ 1910년 10월 1일)는 일본의 시인, 작사가, 고문학자이다. 도쿄 고등 사범학교(현재:쓰쿠바 대학교)의 교수.

## 생애
1857년 이요 우와지마 번사 오와다 스노리의 아들로 태어났다. 1866년 번교의 명륜관에 입학하였고. 1869년 명륜관 상급교인 배료에 입학하였다. 이후 1876년 히로시마 외국어 학교에 입학하였으나 1879년 학교를 퇴학해 상경하였다. 1881년 도쿄 대학 박물관 서기가 되었지만 이후 도쿄 대학 고전 강습 강사가 된다. 이후 인기가 많아져 1886년 도쿄 고등 사범학교의 교수가 된다. 하지만 1891년 교수직을 사퇴하고 문필가가 되어 철도창가 등의 많은 곡의 작사를 맡았다.

## 주요 작품

### 창가
- 「철도 창가」(곡：다매치외)
- 「산책 창가」(곡：다매치)
- 「관공」(곡：다매치)
- 「배놀이」(곡：오호도리)
- 「고향의 하늘」(곡：스코틀랜드 민요)
- 「아오바의 피리」(곡：타무라호장)
- 「효기」(곡：타나카은지조)
- 「애련 소녀」(곡：포스터)
- 「4조철」
- 「꿈의 밖」

### 군가
- 「일본 육군」(곡："카이세이관"후카자와 노보루대길)
- 「일본해군」(곡：코야마작지조)
- 「황해 해전」( 「해군 군가」수록.곡：세토구치 도키치)
- 「웨이하이웨이 습격」(전술)
- 「폐색대」(전술)
- 「일본해 해전」(전술)
- 「일본해 야전」(전술)
- 「제6 잠수정의 조난」(전술)
- 「국기 군함기」(전술)
- 「함선 근무」(전술)
- 「난코 부자」(오오와다 타케키가 작사하였는지는 확실하지 않다.)

### 그 외
- 「하늘의 곡」(곡：미야기 미치오)
- 「영원의 행」(삿포르 농업대학교 교가, 현 홋카이도 대학교)

## 참고 문헌
- 다니무라 마사쓰구 쓰카사 作「행진곡 「군함」백년의 항적」

## 같이 보기
- 세토구치 도키치
- 철도 창가
- 에히메현
- 쓰쿠바 대학교
- 홋카이도 대학교